# Eclissi solare del 4 febbraio 1943
L'Eclissi solare del 4 febbraio 1943, di tipo totale, è un evento astronomico che ha avuto luogo il suddetto giorno attorno alle ore 23:38 UTC. La durata della fase massima dell'eclissi è stata di 2 minuti e 39 secondi e l'ombra lunare sulla superficie terrestre raggiunse una larghezza di 229 km; Il punto di massima totalità è avvenuto in mare lontano da qualsiasi terra mersa.
L'eclissi del 4 febbraio 1943 fu la prima eclissi solare nel 1943 e la centesima nel XX secolo. La precedente eclissi solare si è verificata il 10 settembre 1942, la seguente il 1º agosto 1943.
L'eclissi solare totale è passata attraverso la Cina, l'Unione Sovietica, il Giappone, il territorio dell'Alaska e il Canada, mentre l'eclissi solare parziale ha coperto il Pacifico settentrionale e le aree costiere circostanti.

## Percorso e visibilità
L'evento si è manifestato all'alba locale del 5 febbraio in Cina nord-orientale; quindi l'ombra si è diretta verso est, attraverso l'Unione Sovietica, il Giappone e il Pacifico settentrionale, raggiungendo il punto di massima eclissi sulla superficie dell'oceano a circa 950 chilometri a sud delle Isole Aleutine. Dopo aver attraversato la linea di data internazionale è entrata in Nord America in Alaska e si è conclusa nel Canada nordoccidentale al tramonto del 4 febbraio.

## Osservazioni a fini scientifici
Nel periodo dell'eclissi c'era una guerra tra Giappone e Cina e tutte le aree attraverso le quali sarebbe passata la cintura totale erano sotto il controllo della Manciuria. Gli scienziati cinesi non poterono osservare l'eclissi solare totale. Tuttavia, nel quotidiano del Partito Nazionale Cinese "Central Daily" pubblicato nella Cina continentale sotto il governo della Repubblica Cinese, comparve un breve rapporto che diceva "Tokyo eclissi totale". in realtà, Tokyo era al di fuori dell'eclissi totale e si poteva vedere solo un'eclissi parziale.
La sede giapponese dell'International Latitude Observatory, il predecessore del Mizusawa VLBI Observatory dell'Osservatorio Astronomico Nazionale del Giappone) a Mizusawa, in Giappone (attualmente parte della città di Oshu) inviò una squadra di osservazione a Kushiro City, Hokkaido; Seiichi Oikawa, componente della squadra di ricercatori, scattò una foto dell'eclissi totale. A Kushiro le condizioni meteo erano buone e l'eclissi di sole iniziò alle 6:46, 11 minuti dopo l'alba. Dopo circa 1 ora e 5 minuti, il sole fu completamente coperto dalla luna e per meno di 2 minuti si vide la fase di totalità dell'eclissi.
Nel territorio dell'Alaska, ora Alaska, l'eclissi di sole totale fu osservata a Seward, Valdez e Kodiac. Anche la più grande città dell'Alaska, Anchorage si trova sul bordo settentrionale della fascia solare; l'eclissi solare totale era visibile nella parte sud-orientale della città. L'Università dell'Alaska tenne una conferenza il 4 febbraio, il giorno dell'eclissi, per divulgare le informazioni di approfondimento sull'eclissi totale.

## Eclissi correlate

### Eclissi solari 1942 - 1946
Questa eclissi è un membro di una serie semestrale. Un'eclissi in una serie semestrale di eclissi solari si ripete approssimativamente ogni 177 giorni e 4 ore (un semestre) in nodi alternati dell'orbita della Luna.

### Ciclo di Saros 120
Questa eclissi fa parte del ciclo di Saros 120, che si ripete ogni 18 anni, 11 giorni, contenente 71 eventi. La serie iniziò con un'eclissi solare parziale il 27 maggio 933 d.C. e comprese anche un'eclissi anulare l'11 agosto 1059. L'eclissi ibrida si manifestò per tre date: dall'8 maggio 1510 al 29 maggio 1546; inoltre comprende eclissi totali dall'8 giugno 1564 fino al 30 marzo 2033. La serie termina al membro 71 con un'eclissi parziale il 7 luglio 2195. La durata più lunga di una totale nel ciclo è stata di 2 minuti e 50 secondi il 9 marzo 1997. Tutte le eclissi di questa serie si verificano nel nodo discendente della Luna.